# پناهم بده (فیلم ۱۹۷۰)
پناهم بده (انگلیسی: Gimme Shelter) یک فیلم آمریکایی در ژانر مستند به کارگردانی آلبرت و دیوید میزلز است که در سال ۱۹۷۰ منتشر شد. از بازیگران آن می‌توان به میک جگر، کیت ریچاردز، و میک تیلور اشاره کرد.
این فیلم مشهورترین اثر آلبرت و دیوید میزلز در ژانر مستندهای موسیقی و یکی از شاخص‌ترین آثار سینمای مستند است که دربارهٔ کنسرت سال ۱۹۶۹ گروه رولینگ استونز در کالیفرنیا بود، کنسرتی که به خشونت کشیده شد و در آن یک سیاه‌پوست در مقابل دوربین آلبرت میزلز به ضرب چاقوی یکی از اعضای فرقهٔ «فرشتگان دوزخ» به قتل رسید.
پناهم بده تلفیقی از صحنه‌های کنسرت و نماهایی از اتاق تدوین است که در آن برادران میزلز صحنه قتل را برای میک جگر، خوانندهٔ گروه، نشان می‌دهند و دوربینی دیگر واکنش‌های جگر را ثبت می‌کند. فیلم سعی می‌کند لایه‌های متعددی از این ماجرا را بدون قضاوت کنار بزند. کارشناسان، این فیلم را سند مهم جامعه‌شناسانه‌ای از نسبت رسانه‌ها، موسیقی و سیاست در واپسین سال‌های دهه ۱۹۶۰ می‌دانند.